# Primož Balderman
Primož Balderman, slovenski hokejist, * 15. avgust 1979, Jesenice.
Balderman je med sezonama 2000/2001 in 2005/2006 igral v slovenski ligi za klube HK HIT Casino Kranjska Gora, HK Triglav Kranj in HK Acroni Jesenice, za katere je tri sezone igral tudi v mednarodni ligi. 

## Pregled kariere
Odebeljeno - reprezentančni nastopi, glej tudi Statistika pri hokeju na ledu.
| Moštvo                      | Liga            | Sezona |    | Redni del | Redni del | Redni del | Redni del | Redni del | Redni del |   | Končnica | Končnica | Končnica | Končnica | Končnica | Končnica |
| --------------------------- | --------------- | ------ | -- | --------- | --------- | --------- | --------- | --------- | --------- | - | -------- | -------- | -------- | -------- | -------- | -------- |
| Moštvo                      | Liga            | Sezona | OT | G         | P         | T         | +/-       | KM        | OT        | G | P        | T        | +/-      | KM       |          |          |
| HK HIT Casino Kranjska Gora | Slovenska liga  | 00/01  |    | 23        | 17        | 13        | 30        |           | 6         |   |          |          |          |          |          |          |
| HK Triglav Kranj            | Slovenska liga  | 01/02  |    | 12        | 4         | 3         | 7         |           | 31        |   |          |          |          |          |          |          |
| HK HIT Casino Kranjska Gora | Slovenska liga  | 01/02  |    | 2         | 1         | 0         | 1         |           | 2         |   |          |          |          |          |          |          |
| Acroni Jesenice             | Mednarodna liga | 02/03  |    | 14        | 2         | 1         | 3         | +2        | 0         |   |          |          |          |          |          |          |
| Acroni Jesenice             | Slovenska liga  | 02/03  |    | 25        | 8         | 1         | 9         |           | 6         |   | 5        | 0        | 0        | 0        |          | 2        |
| Acroni Jesenice             | Mednarodna liga | 03/04  |    | 16        | 0         | 0         | 0         |           | 0         |   | 7        | 0        | 0        | 0        |          | 0        |
| Acroni Jesenice             | Slovenska liga  | 03/04  |    | 14        | 0         | 2         | 2         |           | 2         |   | 4        | 0        | 0        | 0        |          | 0        |
| Acroni Jesenice             | Mednarodna liga | 04/05  |    | 7         | 0         | 0         | 0         |           | 2         |   |          |          |          |          |          |          |
| HK HIT Casino Kranjska Gora | Slovenska liga  | 04/05  |    | 29        | 11        | 10        | 21        |           | 47        |   |          |          |          |          |          |          |
| HK HIT Casino Kranjska Gora | Slovenska liga  | 05/06  |    | 29        | 10        | 17        | 27        |           | 72        |   |          |          |          |          |          |          |
| Skupaj                      |                 |        |    | 171       | 53        | 47        | 100       | +2        | 168       |   | 16       | 0        | 0        | 0        |          | 2        |